# Сумали
Сумали — герой древнеиндийского эпоса «Рамаяна», дед Раваны. Сумали, его старший брат Мальяван и младший брат Мали были сыновьями дайтьи Сукеша. Вместе со своими братьями, Сумали совершил суровые аскезы ради удовлетворения Брахмы. В конце концов Брахма даровал им благословение, в результате которого они стали непобедимыми и одержали вверх над всеми богами и дайтьями. По их просьбе, зодчий богов Вишвакарма соорудил для них город Ланку, где они и жили в роскоши. Позднее, боги одержали над ними победу и Мали был убит Вишну.
Сумали был женат на Кетумати. От неё у него родилось десять сыновей (Прахастра, Акампана, Виката, Каликамука, Думракша, Дандха, Супаршва, Санхади и Баркарна) и четыре дочери (Рака, Пушпотьята, Кайкеси и Кумбхинаси). Другой его женой была царевна якшей Татака. Она родила ему двоих сыновей (Субаху и Марича) и дочь Кайкеси. Впоследствии, Кайкеси вышла замуж за мудреца Вишраву и родила сына Равану, который снова завоевал Ланку.